# Любимов, Филипп Алексеевич
Фили́пп Алексе́евич Люби́мов (1782 или 1784 — 9 [21] августа 1837) — русский предприниматель, купец второй гильдии, основатель купеческой династии Любимовых.

## Биография
Родился в 1782 или 1784 году. Отец — Алексей Николаевич Любимов (? — 1804), мещанин из Кунгура, с 1781 года жил в Перми, занимался торговлей пряниками, сухопутными грузоперевозками, производством мыла. Мать — Матрёна Алексеевна (ум. 1825), дочь Алексея Верхоланцева, крепостного крестьянина князей Шаховских.
С 1809 года занимал должность городского старосты, в 1814—1817 годах — ратман городского магистрата. С 1819 года — купец 2-й гильдии, в 1825 году перешёл в 3-ю гильдию, в 1829 году — в мещане. Владел несколькими судами для грузовых перевозок, торговал шёлковыми и хлопчатобумажными тканями.
Умер в возрасте 52 лет от чахотки. Его дело продолжил старший сын Иван.

## Семья
- Первая жена — П[а]расковья (Параскева) Терентьевна Шалаевская (ум. 1817[2][3]; в браке с 1804[6])
- Вторая жена — Мария Филипповна Удникова (в браке с 1817[7])
- Сын — Иван (1805/1806/1807—1864)
- Сын — Козьма (1815[8]—1858[источник не указан 202 дня])
- Сын — Леонтий[9]
- Сын — Степан (Стефан) (род. 1813)[10]
- Сын — Константин (род. 1824)[11]
- Дочь — Ирина (4—6.05.1807)[источник не указан 202 дня]
- Дочь — Татьяна (род. 1810)[источник не указан 202 дня]
- Дочь — Пелагея (ум. 1817)[источник не указан 202 дня]
- Дочь — Александра (род. 1824)[12]